# Exposició a la radiació
|  | Per a altres significats, vegeu «Exposició a la radiació (desambiguació)». |

L'exposició a la radiació és una mesura de la ionització de l'aire a causa de la radiació ionitzant dels fotons; és a dir, raigs gamma i raigs X. Es defineix com la càrrega elèctrica alliberada per aquesta radiació en un volum d'aire especificat dividit per la massa d'aquest aire.
La unitat d'exposició del SI és el coulomb per quilogram (C/kg), que ha substituït en gran manera el roentgen (R). Un roentgen equival a 0,000258 C/kg ; una exposició d'un coulomb per quilogram equival a 3.876 roentgens.
Com a mesura del dany per radiació, l'exposició ha estat substituïda pel concepte de dosi absorbida que té en compte la característica d'absorció del material objectiu.

## Conversió de l'exposició a dosi absorbida
La dosi és la mesura d'energia per unitat de massa dipositada per la radiació ionitzant. FPer a un determinat camp de radiació, la dosi absorbida dependrà del tipus de matèria que absorbeixi la radiació. Per exemple, per a una exposició d'1 roentgen per raigs gamma amb una energia d'1 MeV, la dosi a l'aire serà de 0,877 rad, la dosi en aigua serà de 0,975 rad, la dosi en silici serà de 0,877 rad i la dosi mitjana en teixit humà serà d'1 rad. A la referència es pot trobar una taula amb l'exposició a la conversió de dosi per a aquests quatre materials per a una gran varietat d'energies de raigs gamma.

## Constant de velocitat d'exposició
El camp de raigs gamma es pot caracteritzar per la taxa d'exposició (en unitats de, per exemple, roentgen per hora). Per a una font puntual, la taxa d'exposició serà linealment proporcional a la radioactivitat de la font i inversament proporcional al quadrat de la distància,
F = Γ×α / r²
on F és la taxa d'exposició, r és la distància, α és l'activitat d'origen, i Γ és la constant de la taxa d'exposició, que depèn del radionúclid particular que s'utilitza com a font de raigs gamma.
A continuació es mostra una taula de constants de la taxa d'exposició per a diversos radionúclids. Donen la taxa d'exposició en roentgens per hora per a una determinada activitat en mil·licuries a una distància en centímetres.
| Radionúclid                  | Constant de velocitat d'exposició |
| ---------------------------- | --------------------------------- |
| cobalt-60                    | 12,838                            |
| molibdè-99                   | 1,03                              |
| tecneci-99m (6 hores)        | 0,720                             |
| Pal·ladi-103 (sense filtrar) | 1.48                              |
| argent-110m (250 dies)       | 14,9                              |
| cesi-137                     | 3,400                             |
| iode-125 (sense filtrar)     | 1,46                              |
| iridi-192 (sense filtrar)    | 4,69                              |
| radi-226                     | 8,25                              |

## Magnituds de mesura de radiació
La taula següent mostra les quantitats de radiació en unitats SI i no SI:
| Quantitat           | Unitat                | Símbol | Derivació               | Any  | Equivalència del SI |
| ------------------- | --------------------- | ------ | ----------------------- | ---- | ------------------- |
| Activitat (A)       | becquerel             | Bq     | s−1                     | 1974 | Unitat SI           |
| Activitat (A)       | curie                 | Ci     | 3.7 × 1010 s−1          | 1953 | 3.7×10 Bq           |
| Activitat (A)       | rutherford            | Rd     | 106 s−1                 | 1946 | 1,000,000 Bq        |
| Exposure (X)        | coulomb per quilogram | C/kg   | C⋅kg−1 of air           | 1974 | Unitat SI           |
| Exposure (X)        | röntgen               | R      | esu / 0.001293 g d'aire | 1928 | 2.58 × 10−4 C/kg    |
| Dosi absorbida (D)  | gray                  | Gy     | J⋅kg−1                  | 1974 | Unitat SI           |
| Dosi absorbida (D)  | erg per gram          | erg/g  | erg⋅g−1                 | 1950 | 1.0 × 10−4 Gy       |
| Dosi absorbida (D)  | rad                   | rad    | 100 erg⋅g−1             | 1953 | 0.010 Gy            |
| Dosi equivalent (H) | sievert               | Sv     | J⋅kg−1 × WR             | 1977 | Unitat SI           |
| Dosi equivalent (H) | rem                   | rem    | 100 erg⋅g−1 x WR        | 1971 | 0.010 Sv            |
| Dosi efectiva (E)   | sievert               | Sv     | J⋅kg−1 × WR x WT        | 1977 | Unitat SI           |
| Dosi efectiva (E)   | rem                   | rem    | 100 erg⋅g−1 x WR x WT   | 1971 | 0.010 Sv            |

Tot i que la Comissió de Regulació Nuclear dels Estats Units permet l'ús de les unitats curie, rad i rem junt amb les unitats SI, les directives europees sobre unitats de mesura de la Unió Europea exigien que el seu ús per a "propòsits de salut pública ..." fos eliminat gradualment abans del 31 de desembre de 1985.